# Konklave 1721
Das Konklave von 1721 trat nach dem Tod von Papst Clemens XI. († 19. März 1721) zusammen und tagte vom 31. März 1721 bis zum 8. Mai 1721. Es  dauerte 38 Tage und wählte Innozenz XIII. zum Papst.

## Kardinalskollegium

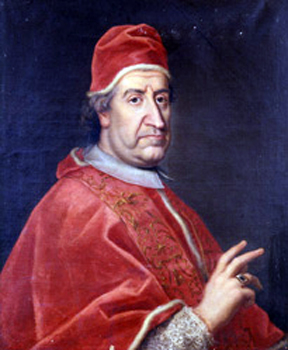
Clemens XI.

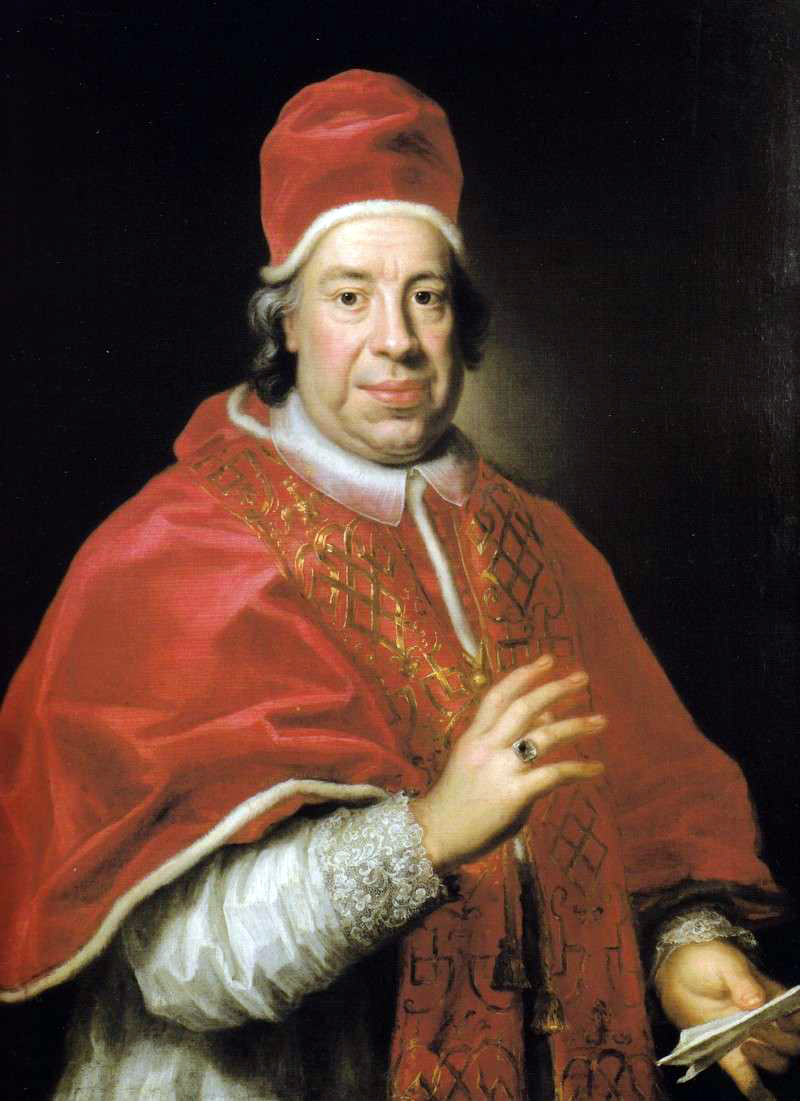
Innozenz XIII.

Als Papst Clemens XI. starb, zählte das Kardinalskollegium 68 Kardinäle.

### Teilnehmer
Die 56 am Konklave teilnehmenden Kardinäle waren:
- Sebastiano Antonio Tanara, Bischof von Ostia e Velletri, Dekan des Heiligen Kardinalskollegiums
- Vincenzo Maria Orsini OP, Bischof von Porto e Santa Rufina, Subdekan des Heiligen Kardinalskollegiums
- Francesco del Giudice, Bischof von Frascati
- Fabrizio Paolucci, Bischof von Albano
- Francesco Pignatelli seniore, OTheat, Erzbischof von Neapel und Bischof von Sabina
- Francesco Barberini der Jüngere, Bischof von Palestrina
- Giacomo Boncompagni, Erzbischof von Bologna
- Giuseppe Sacripanti
- Giorgio Cornaro, Bischof von Padua
- Lorenzo Corsini
- Francesco Acquaviva d’Aragona
- Tommaso Ruffo
- Orazio Filippo Spada, Erzbischof ad personam und Bischof von Osimo
- Filippo Antonio Gualterio
- Giuseppe Vallemani
- Giandomenico Paracciani[Anm 1]
- Carlo Agostino Fabroni
- Pietro Priuli, Bischof von Bergamo
- Michelangelo dei Conti[Anm 2]
- Ulisse Giuseppe Gozzadini, Erzbischof ad personam und Bischof von Imola
- Lodovico Pico della Mirandola
- Giovanni Antonio Davia, Erzbischof ad personam und Bischof von Rimini
- Agostino Cusani, Erzbischof ad personam und Bischof von Pavia
- Giulio Piazza, Erzbischof ad personam und Bischof von Faenza
- Antonio Felice Zondadari
- Giovanni Battista Bussi, Erzbischof ad personam und Bischof von Ancona
- Pier Marcellino Corradini
- Armand-Gaston-Maximilien de Rohan, Bischof von Straßburg
- Wolfgang Hannibal von Schrattenbach, Bischof von Olmütz
- Giovanni Battista Tolomei SJ
- Benedetto Erba-Odescalchi, Erzbischof von Mailand
- Henri-Pons de Thiard de Bissy, Bischof von Meaux
- Innico Caracciolo iuniore, Bischof von Aversa
- Bernardino Scotti, Gouverneur von Rom
- Niccolò Caracciolo, Erzbischof von Capua
- Giambattista Patrizi
- Niccolò Spinola
- Giberto Bartolomeo Borromeo
- Imre Csácky, Erzbischof von Kalocsa und Bács
- Giorgio Spinola
- Cornelio Bentivoglio
- Thomas Philippe Wallrad d’Hénin-Liétard d’Alsace-Boussu de Chimay, Erzbischof von Mechelen[Anm 3]
- Giovanni Francesco Barbarigo, Bischof von Brescia
- Mihály Frigyes Althan, Bischof von Vác
- Giovanni Battista Salerni SJ[Anm 4]
- Juan Álvaro Cienfuegos Villazón SJ, Bischof von Catania
- Benedetto Pamphilj O.S.Io.Hieros., Bibliothekar der Römischen Kirche
- Pietro Ottoboni
- Giuseppe Renato Imperiali
- Lorenzo Altieri
- Carlo Colonna
- Annibale Albani
- Curzio Origo
- Damian Hugo Philipp von Schönborn, Bischof von Speyer[Anm 5]
- Fabio Olivieri
- Giulio Alberoni

### Nicht am Konklave teilnehmende Kardinäle
Nicht am Konklave teilnehmen konnten die folgenden Kardinäle:
- Galeazzo Marescotti
- Louis-Antoine de Noailles, Erzbischof von Paris
- Lorenzo Fieschi, Erzbischof von Genua
- Christian August von Sachsen-Zeitz, Bischof von Győr
- Nuno da Cunha e Ataíde[Anm 6]
- Melchior de Polignac
- Carlo Maria Marini
- Léon Potier des Gesvres, Erzbischof von Bourges
- François de Mailly, Erzbischof von Reims
- Luis Antonio Belluga y Moncada CO, Bischof von Cartagena
- José Pereira de Lacerda, Bischof von Faro[Anm 7]
- Carlos Borja Centellas y Ponce de León, Patriarch von Westindien

## Verlauf
Als das Konklave am 31. März 1721 zusammentrat, zählte es 56 Teilnehmer, deren Zahl zwischenzeitlich auf 54 sank, nachdem die Kardinäle Paracciani und Salerni das Konklave wegen Krankheit verlassen mussten; Kardinal Paracciani starb am 9. Mai 1721, einen Tag nach der Wahl von Innozenz XIII. Zum Ende des Konklaves waren jedoch wieder 56 Teilnehmer anwesend, da am Abend des 7. Mai 1721 die Kardinäle d’Alsace und von Schönborn hinzukamen. Lediglich zehn Kardinäle blieben der Wahl fern. Die Kardinäle da Cunha und de Lacerda trafen erst nach der Wahl von Innozenz XIII. in Rom ein. Der Tagungsort des Konklaves war der Vatikan.
Kardinal Mihály Frigyes Althan erklärte das Veto Kaiser Karls VI. gegen eine Wahl von Kardinal Fabrizio Paolucci. Der König von Spanien erhob sein Veto gegen eine Wahl von Kardinal Francesco Pignatelli seniore, OTheat, Erzbischof von Neapel und Kardinalbischof von Sabina. Kardinal Michelangelo dei Conti wurde einstimmig zum Papst gewählt und nahm den Papstnamen Innozenz XIII. an. Er war der bisher letzte Papst, der diesen Namen wählte.